# 安卡蘭

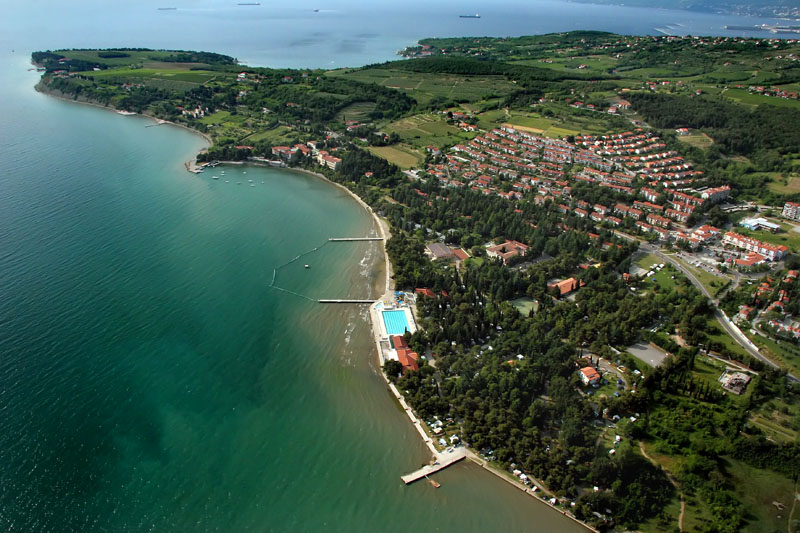
安卡蘭

安卡蘭是斯洛維尼亞西南部安卡蘭市鎮内的城鎮及其行政中心。位于斯洛維尼亞沿海地區，靠近与意大利的边界。2016年人口3235人。

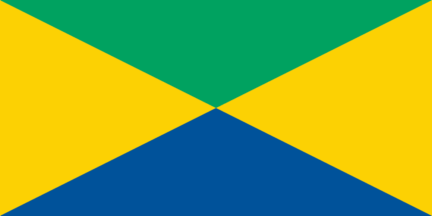
市旗

徽章